# Guillermo de Amores
Guillermo Rafael de Amores Ravelo (San Jacinto, 19 ottobre 1994) è un calciatore uruguaiano, portiere del Millonarios e della nazionale uruguaiana.

## Carriera
Ha esordito nella massima serie uruguaiana con il Liverpool di Montevideo, giocando una partita nella stagione 2011-2012.

## Palmarès

### Club

#### Competizioni nazionali
- Campionato colombiano: 1

Deportivo Cali: 2021-II
- Campionato uruguaiano: 1

Peñarol: 2024

#### Competizioni statali
- Taça Rio: 1

Fluminense: 2018

### Individuale
- Guanto d'oro del campionato mondiale di calcio Under-20: 1

Turchia 2013